# Vida do Grande D. Quixote de la Mancha e do Gordo Sancho Pança
A Vida do Grande D. Quixote de la Mancha e do Gordo Sancho Pança é uma peça teatral escrita em 1733 da autoria do dramaturgo António José da Silva, dito "O Judeu". A peça, também referida pelo título simplificado D. Quixote e Sancho Pança, foi representada em Outubro de 1733 no Teatro do Bairro Alto  como espectáculo de ópera de bonifrates, com música, de que actualmente se não conhecem registos, de António Teixeira, compositor coevo.
Inspirada na obra Don Quijote de la Mancha, de Cervantes, esta peça tem uma cena totalmente original em que o personagem "D. Quixote" julga ver no seu fiel escudeiro uma transformação de Dulcineia.
São numerosas as adaptações para teatro de actores e também para teatro de marionetas nomeadamente pelas Marionetas de São Lourenço e o Diabo, cujas espólio pode ser visto no Museu da Marioneta em Lisboa, e também pelas Marionetas de Lisboa cuja produção foi gravada e transmitida sob a forma de mini-série pela RTP.
Pela representação desta peça, o Grupo de Teatro do Campolide Atlético Clube, de Campolide (Lisboa), recebeu o Prémio Bordalo (1972), Prémio da Imprensa, como "Melhor Espectáculo de Teatro Amador" na categoria de "Teatro", entregue pela Casa da Imprensa, em 1973. Na mesma ocasião também foram distinguidos as atrizes Eunice Muñoz, Glicínia Quartin e Lurdes Norberto, o autor Romeu Correia, e as peças As Criadas (Melhor Espectáculo do Ano), Feliciano e as Batatas (Melhor Espectáculo  Juvenil ou Infantil) e, excepcionalmente, O Fim da Macacada (Melhor Espectáculo de Revista).